# Disturbo mentale
In psicologia e psichiatria un disturbo psichico o mentale (in inglese: mental disorder) è una condizione patologica che colpisce la parte che riguarda la sfera comportamentale, relazionale, cognitiva o affettiva di una persona in modo disadattativo, vale a dire sufficientemente forte da rendere problematica la sua integrazione socio-lavorativa e/o causargli una sofferenza personale soggettiva.
Quando il disagio diventa particolarmente importante, disadattativo, durevole o invalidante si parla spesso di malattia mentale. Le malattie mentali sono dunque alterazioni psicologiche e/o comportamentali relative alla personalità dell'individuo che causano pericolo o disabilità e non fanno parte del normale sviluppo psichico della persona. Lo studio e la cura delle malattie mentali rientra nel campo di studi della psicologia e della psichiatria.
Nel contesto clinico italiano, il termine "disturbo" è comunemente utilizzato per descrivere condizioni psicopatologiche come ad esempio il disturbo d'ansia, il disturbo depressivo o il disturbo borderline di personalità. Tuttavia, nella lingua italiana, "disturbo" può suggerire un'alterazione lieve o temporanea dello stato di salute. Al contrario, il termine inglese "disorder" ha un'accezione più specifica e indica una condizione clinica seria o cronica. Ad esempio, il Merriam-Webster Dictionary definisce "disorder" come "una condizione fisica o mentale anomala" , mentre l'Oxford Advanced Learner's Dictionary lo descrive come "una condizione o malattia che causa problemi" . Il Collins English Dictionary afferma che "è un problema o malattia che affligge la mente o il corpo" , e il Cambridge Dictionary definisce "disorder" come "una malattia, anche mentale" . Questa differenza terminologica può influenzare la percezione della gravità delle condizioni mentali, portando potenzialmente a una sottovalutazione della loro serietà nel contesto italiano.

## Storia
I disturbi psichici e le malattie mentali storicamente sono state considerate con pregiudizio dalla realtà popolare e dall'opinione pubblica in quanto incomprensibili, difficili da capire e razionalizzare ovvero appartenenti alla sfera dell'irrazionale, anche per i comportamenti bizzarri e devianti dal senso comune messi in atto dal malato. Col progredire della scienza psichiatrica e della psicologia, dal Medioevo in poi si sono fatti notevoli progressi nella comprensione e nella cura delle patologie psichiche, considerate in aumento di incidenza nell'età contemporanea in virtù anche dall'aumento della popolazione mondiale.
L'attenzione attuale a livello mondiale, oggi si accentra soprattutto sulla prevenzione.

## Descrizione
Di seguito è riportata una lista, a titolo esemplificativo e non completa, di disturbi psichici o malattie mentali:
- Disturbi del neurosviluppo;
- Disturbi del sonno;
- Disturbi d'ansia;
- Disturbi dell'umore;
- Nevrosi;
- Nevrastenia;
- Sindrome da burnout;
- Mania;
- Disturbi parafilici;
- Psicosi: ovvero difficoltà cognitive e percettive come delirio, allucinazioni e alterazione della percezione della realtà;
- Psicopatia;
- Disturbi della condotta;
- Disturbi della personalità;
- Disturbi pervasivi dello sviluppo;
- Disturbi specifici di apprendimento;
- Disturbo del controllo degli impulsi;
- Disturbi del comportamento alimentare;
- Disturbo ossessivo-compulsivo;
- Disturbi somatoformi;
- Disturbo dissociativo;
- Disturbo delirante;
- Disturbo da stress post traumatico;
- Disturbo d'ansia da separazione;
- Ritardo mentale;
- Malattie neurodegenerative;

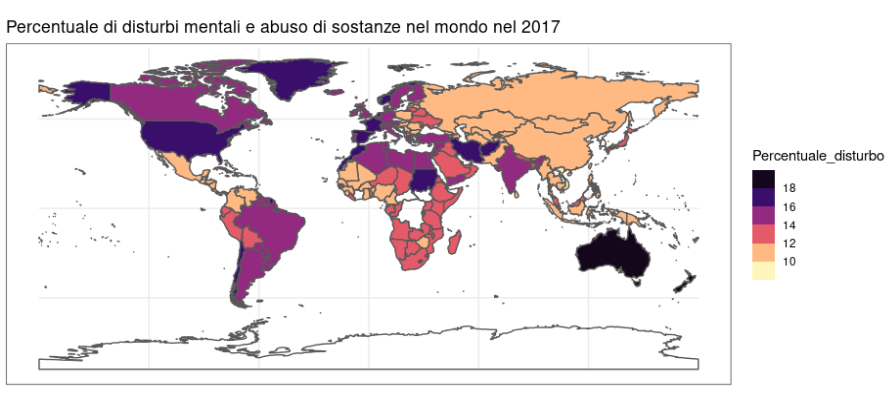
Fonte: https://ourworldindata.org/grapher/share-with-mental-and-substance-disorders

I confini della malattia mentale sono talvolta soggettivi e condizionati dall'evoluzione della riflessione clinica, dalle pressioni ambientali e dalla tolleranza della società rispetto a comportamenti di "devianza". Per questo, il metro col quale valutare alcuni tipi di comportamento come possibili sintomi di una malattia mentale è cambiato nel corso del tempo, e l'evoluzione del DSM di edizione in edizione ne è una prova. Ad esempio, l'omosessualità è stata considerata un disturbo mentale fino al 1973, quando l'evoluzione della ricerca e della riflessione clinica ha portato la comunità scientifica internazionale a superare questa vecchia interpretazione.